# Newnham, Australien
Newnham är en del av en befolkad plats i Australien. Den ligger i kommunen Launceston och delstaten Tasmanien, i den sydöstra delen av landet, omkring 170 kilometer norr om delstatshuvudstaden Hobart.
Runt Newnham är det tätbefolkat, med 266 invånare per kvadratkilometer.. Närmaste större samhälle är Launceston, nära Newnham. 
Runt Newnham är det i huvudsak tätbebyggt. Genomsnittlig årsnederbörd är 1 078 millimeter. Den regnigaste månaden är augusti, med i genomsnitt 150 mm nederbörd, och den torraste är januari, med 35 mm nederbörd.